# San Pedro, Los Angeles
San Pedro är en stadsdel i Los Angeles, Kalifornien, USA. Stadsdelen, som ligger på östligaste delen av Palos Verdes-halvön invid San Pedro Bay, införlivades i Los Angeles 1909 och är områdets viktigaste hamn.

## Geografi
San Pedro är den sydligaste stadsdelen i Los Angeles.
Befolkning: 72 146 (år 2000).
Port of Los Angeles, som är USA:s största hamn, ligger vid San Pedro Bay. Slagskeppet USS Iowa (BB-61) är sedan 2012 ett museifartyg förtöjt i San Pedro. Sedan 1938 ligger det federala fängelset Federal Correctional Institution, Terminal Island i hamnen och stadsdelen.
I San Pedro finns Svenska Sjömanskyrkan, i Norska Sjömanskyrkans lokaler som ligger vid koordinaterna 33°44′4″N 118°16′51″V / 33.73444°N 118.28083°V.